# Tobias Unger
Tobias Benjamin Unger, född den 10 juli 1979 i München i Västtyskland, är en tysk friidrottare som tävlar i sprint.
Ungers första internationella final var inomhus-VM 2004 då han blev bronsmedaljör på 200 meter med tiden 21,02. Han var även i final vid Olympiska sommarspelen 2004 på 200 meter och slutade då på sjunde plats med tiden 20,64. 
Han deltog vid inomhus-EM 2005 och vann då guld med tiden 20,53. Vid VM 2005 i Helsingfors var han i final på 200 meter och slutade sjua med tiden 20,81.
Vid Olympiska sommarspelen 2008 deltog han på 100 meter men blev utslagen i kvartsfinalen.

## Personliga rekord
- 60 meter - 6,60
- 100 meter - 10,16
- 200 meter - 20,20